# Miconia truncata
Miconia truncata là một loài thực vật có hoa trong họ Mua. Loài này được Triana mô tả khoa học đầu tiên.